# Monoplex amictus
Monoplex amictus is een slakkensoort uit de familie van de Cymatiidae. De wetenschappelijke naam van de soort werd voor het eerst geldig gepubliceerd in 1844 door Reeve als Triton amictus.